# Euro en Grèce
- États membres de la zone euro : 20 pays (Allemagne, Autriche, Belgique, Chypre, Croatie, Espagne, Estonie, Finlande, France, Grèce, Irlande, Italie, Lettonie, Lituanie, Luxembourg, Malte, Pays-Bas, Portugal, Slovaquie, Slovénie)
- Micro-États non membres de l'UE utilisant l'euro avec l'accord de l'UE : 4 pays (Andorre, Monaco, Saint-Marin et Vatican)
- États non membres de l'UE qui ont adopté l'euro unilatéralement : 2 pays (Kosovo et Monténégro)
- États membres de l'Union européenne (UE) qui ont rejoint le MCE II : 1 pays (Bulgarie)
- État membre de l'UE faisant partie du MCE II mais qui est exempté de l'obligation de rejoindre la zone euro (Danemark).
- États membres de l'UE qui ont l'obligation  de rejoindre la zone euro : 5 pays (Hongrie, Pologne, Roumanie, Suède et Tchéquie)

L'introduction de l'euro en Grèce a eu lieu le 1er janvier 2001 à la suite des décisions prises durant le Conseil européen du 19 juin 2000, rejoignant ainsi les autres pays ayant adopté l’euro comme monnaie commune.
L'utilisation des billets et pièces entre en vigueur en même temps que les onze autres premiers pays ayant adopté l'euro, le 1er janvier 2002. L'adhésion de la Grèce à la Communauté économique européenne remonte au 1er janvier 1981. Avant l’adoption de l’euro, la monnaie grecque était le Drachme.

## Historique
La Grèce participait au Système monétaire européen depuis le 16 mars 1998 et a rejoint le Mécanisme de taux de change européen (MCE II) au début de la phase III de l’Union économique et monétaire, le 1er janvier 1999.
Au cours de la période avril 1999 - mars 2000, la Grèce a enregistré un taux d’inflation annuel moyen mesuré par l'IPCH de 2 %, depuis 1998, le pays enregistrait une décélération de l'inflation passant de 20,4 % en 1990 à 2,6 % en 1999. Les prévisions en 2000 était de 2,2 % à 2,4 % pour l'année 2000 et entre 2,3 % et 2,7 % pour 2001 avec « certains risques de hausse » pour le futur ; la BCE préconisait alors dans son rapport de convergence que « la Grèce consente des efforts permanents en vue de favoriser une stabilité durable des prix ». La dette publique s'établissait à 104,4 %, bien au-dessus de la valeur de référence de 60 %. Par rapport à 1998, le ratio de déficit a diminué de 1,5 point de pourcentage du PIB, et le ratio de la dette publique de 1 point ; la BCE demandait au gouvernement de « mener une politique budgétaire rigoureuse pour contenir les tensions inflationnistes résultant de l'assouplissement des conditions monétaires en vue d'une participation à part entière à l'UEM ».
A posteriori, les instances européennes apprennent que les données comptables de la Grèce sont falsifiés ; entre 1997 et 1999, le déficit était passé de 6,6 % à 3,4 %, ce qui s'explique par des règles comptables non harmonisés de certains postes des dépenses publiques (commandes d’armement, excédents surestimés des caisses d'assurance sociale, etc.).
Le 17 décembre 1999, le Conseil européen valide la décision constatant l'existence d'un déficit excessif en Grèce.
La candidature de la Grèce à l’euro est officialisée le 9 mars 2000 par la voix de son Premier ministre, Konstantínos Simítis qui présente des chiffres officiels conformes aux critères de convergence, cette démarche vise avant tout pour le pays à s'inscrire dans « une perspective de stabilité à long terme ». Trois mois plus tard, les chefs d’État et de gouvernement réunis dans la ville portugaise de Santa Maria da Feira valident l'entrée du pays dans la zone euro.

## Critères de convergence
Le traité de Maastricht prévoit initialement que tous les membres de l'Union européenne devront rejoindre la zone euro une fois les critères de convergence remplis.
|                                                                     | Critères de convergence | Critères de convergence | Critères de convergence | Critères de convergence  | Critères de convergence     |
|                                                                     | Inflation               | Finances publiques      | Finances publiques      | Membre du MCE II         | Taux d'intérêt à long terme |
| Déficit budgétaire annuel au PIB                                    | Inflation               | Dette publique au PIB   |                         | Membre du MCE II         | Taux d'intérêt à long terme |
| ------------------------------------------------------------------- | ----------------------- | ----------------------- | ----------------------- | ------------------------ | --------------------------- |
| Valeur de référence                                                 | max 2,4 %               | max 3 %                 | max 60 %                | min 2 ans                | max 7,2 %                   |
| Grèce                                                               | 2,0 % (2000)            | 1,3 % (2000)            | 103,7 % (2000)          | depuis le 1 janvier 1999 | 6,4 % (2000)                |
| Notes : 1. 2. Légende : - Critère satisfait - Critère non satisfait |                         |                         |                         |                          |                             |

## Adhésion à la zone euro
Le Drachme (code ISO 4217 : GRD) devient une subdivision de la nouvelle monnaie européenne, l'euro (code EUR), le 1er janvier 2001, à raison de 1 EUR = 340,750 GRD.
À la suite de l’introduction des billets et des pièces en euro, une période transitoire de deux mois a été instaurée en Grèce, durant laquelle le Drachme et l’euro ont circulé simultanément. Cette phase de double circulation a pris fin le 1er mars 2002, date à laquelle l’euro est devenu la seule monnaie ayant cours légal dans le pays.
Les pièces restaient toutefois échangeables à la Banque de Grèce jusqu’au 29 février 2004 et les billets jusqu’au 29 février 2012.

## Billets et pièces
En vue du lancement du 1er janvier 2002, une offre initiale de 617 millions de billets en euro a été produite spécifiquement pour la Grèce. Les billets sont imprimés par l’atelier de fabrication national (ΙΕΤΑ) selon les spécifications de la Banque centrale européenne et produit plusieurs coupures chaque année pour répondre aux besoins du système euro régional.
La Banque centrale européenne a approuvé une émission de pièces de 726,6 millions d’euros pour la Grèce en 2002.

### Référénces
1. ↑  « Adhésion de la Grèce à la monnaie unique »
2. 1 2 3  Rapport de convergence établi le 18 avril 2000 sur la situation de la Grèce, publié par la Banque centrale européenne.].
3. 1 2  Jean-Marie Pottier, « Comment la Grèce est entrée dans l'euro », Slate.fr,‎ 10 novembre 2011 (lire en ligne).
4. ↑  Décision du Conseil, du 17 décembre 1999, abrogeant la décision constatant l'existence d'un déficit excessif en Grèce..
5. ↑  « Taux de change drachme en euro » (consulté le 5 août 2025)
6. ↑  (en) « Greece and the euro »
7. ↑  (en) « Échange du Drachme en euro » (consulté le 5 août 2025)
8. ↑  (en) « Production de billets » (consulté le 5 août 2025)
9. ↑  (en) « Décision de la BCE sur le volume d'émission de pièces de monnaie en 2002 » (consulté le 5 août 2025)